# Estadi MAC³PARK
L'Estadi MAC³PARK o MAC³PARK Stadion és un estadi multiusos a Zwolle, Països Baixos. S'utilitza principalment per a partits de futbol i acull els partits a casa del PEC Zwolle. L'estadi té una capacitat oficial de 14.000 espectadors. L'estadi va substituir l'Oosterenkstadion com a seu local del PEC Zwolle. A les competicions europees, l'estadi és conegut com a PEC Zwolle Stadion a causa de les normes de publicitat.

El 12 de juliol de 2012 PEC Zwolle va anunciar el nou nom per al seu camp, IJsseldelta Stadion. El nom actual, MAC³PARK Stadion, es va presentar el novembre de 2015 i es va adoptar oficialment l'1 de juliol de 2016.